# La Neuville-aux-Bois
La Neuville-aux-Bois település Franciaországban, Marne megyében. Lakosainak száma 138 fő (2022. január 1.). La Neuville-aux-Bois Le Vieil-Dampierre, Les Charmontois, Le Châtelier, Épense, Givry-en-Argonne és Remicourt községekkel határos.

## Népesség
A település népességének változása:
| Lakosok száma | 183  | 172  | 188  | 157  | 159  | 152  | 143  | 139  | 137  | 138  |
|               | 1968 | 1982 | 1990 | 2006 | 2013 | 2015 | 2017 | 2019 | 2020 | 2022 |